# Ralf Moeller
Pour les articles homonymes, voir Moeller.
Ralf Moeller, né le 12 janvier 1959 à Recklinghausen, Allemagne, est un acteur allemand.

## Biographie
Ralf Moeller est né le 12 janvier 1959 à Recklinghausen, Allemagne.

## Carrière
Ancien Monsieur Univers, il a été également le champion allemand de culturisme de la Fédération Internationale de Bodybuilding.
Il a entamé sa carrière d’acteur à Hollywood, tenant son premier rôle face à Jean-Claude Van Damme dans Cyborg (1989) d’Albert Pyun. Il a joué par la suite dans des films comme Universal Soldier (1991) de Roland Emmerich, Batman & Robin (1996) de Joel Schumacher, Gladiator (1999) de Ridley Scott, Le Roi Scorpion (2001) de Chuck Russell et El Padrino de Damian Chapa.
Côté télévision, il a joué dans Conan l’aventurier, Panique sous les tropiques et a tenu de nombreux rôles dans des séries allemandes comme Der Superbulle und die Halbstarken et L'Honneur des gladiateurs (2003).

## Filmographie

### Cinéma

#### Longs métrages
- 1989 : Cyborg d'Albert Pyun : Brick Bardo
- 1990 : Occhio alla perestrojka de Castellano et Pipolo : Serghjei
- 1992 : Universal Soldier de Roland Emmerich : GR76
- 1993 : Best of the Best 2 de Robert Radler : Brakus
- 1995 : The Viking Sagas de Michael Chapman : Kjartan
- 1997 : Batman et Robin (Batman & Robin) de Joel Schumacher : Le garde d'Arkham
- 1998 : The Bad Pack de Brent Huff : Kurt Mayer
- 2000 : Gladiator de Ridley Scott : Hagen, le gladiateur germain
- 2002 : Le Roi Scorpion (The Scorpion King) de Chuck Russell : Thorak
- 2004 : El Padrino de Damian Chapa : Agent Spécial Kurt Meyers
- 2005 : Ozzie, mon meilleur ami (Ozzie) de William Tannen : Tank Emerson
- 2005 : My Suicidal Sweetheart de Michael Parness : Bruno
- 2006 : Beerfest de Jay Chandrasekhar : Hammacher
- 2007 : Postal d'Uwe Boll : Officier John
- 2007 : Seed d'Uwe Boll : Arnold Calgrove
- 2008 : Far Cry Warrior (Far Cry) d'Uwe Boll : Max Cardinal
- 2008 : Alone in the Dark 2 de Michael Roesch et Peter Scheerer : Boyle
- 2008 : Time of the Comet de Fatmir Koçi : Freiherr von Keittel
- 2010 : The Tourist de Florian Henckel von Donnersmarck : Un homme dans la prison
- 2010 : Tales of an Ancient Empire d'Albert Pyun : Général Hafez
- 2012 : Slave de Jorgo Papavassiliou : Frank
- 2014 : Love, Hate and Security de Damian Chapa : Tony
- 2016 : Beyond the Game d'Erken Ialgashev : Kurt Wolf
- 2018 : Klassentreffen 1.0 de Til Schweiger : Maxi
- 2019 : Der letzte Bulle de Peter Thorwarth : Ralle
- 2020 : Anti-Life (Breach) de John Suits : Vyrl

#### Courts métrages
- 1994 : Der Unbekannte Deserteur de Thomas Frick : Un soldat
- 2009 : Dejection de Nikita Zubarev : Le patron superstitieux
- 2018 : Megan de Greg Strasz : L'agent de sécurité / Le conducteur

### Télévision

#### Séries télévisées
- 1988 / 2016 : Tatort : L'agent de sécurité / Un VIP d'Aktalay
- 1997 - 1998 : Conan : Conan
- 2001 : Tessa à la pointe de l'épée (Queen of Swords) : Roman
- 2001 : Sydney Fox, l'aventurière (Relic Hunter) : Kavka
- 2001 : Andromeda : Jeger
- 2001 : Sommer und Bolten: Gute Ärzte, keine Engel : Martin Ranklebe
- 2002 : Mutant X : Lieutenant Bo Longstreet
- 2010 : Küstenwache : William Forges
- 2012 : Alerte Cobra : Andri Valdic

#### Téléfilms
- 2000 : Der Superbulle und die Halbstarken de Sigi Rothemund : Mark Kerner
- 2003 : Panique sous les Tropiques (The Paradise Virus) de Brian Trenchard-Smith : Joseph
- 2003 : L'Honneur des gladiateurs (Held der Gladiatoren) de Jorgo Papavassiliou : Ferox
- 2004 : L'Anneau sacré (Ring of the Nibelungs) d'Uli Edel : Roi Thorkilt
- 2004 : La Chasse au Requin Tueur (Hai Alarm Auf Mallorca) de Jorgo Papavassiliou : Sven Hansen

## Partenariat
Il a développé un partenariat avec la société allemande LR Health & Beauty Systems en créant avec celle-ci son propre parfum distribué exclusivement par cette société, par l'intermédiaire des partenaires de vente agréés. Il participe également à beaucoup de meeting organisés par LR tels que la fête du 25e anniversaire de l'entreprise et il représente certains produits recommandés aux sportifs.
Il représente aussi Audi pour son modèle Q7.

## Anecdotes
Ralf Moeller a participé en tant que vedette invitée au clip Maria du groupe de musique électronique allemand Scooter.